# Tritordeum

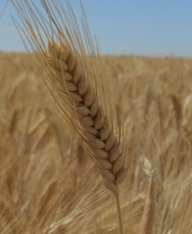
Tritordeum-Ähre

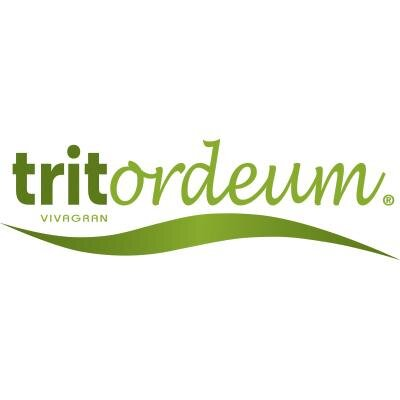
Logo registrierte Warenmarke

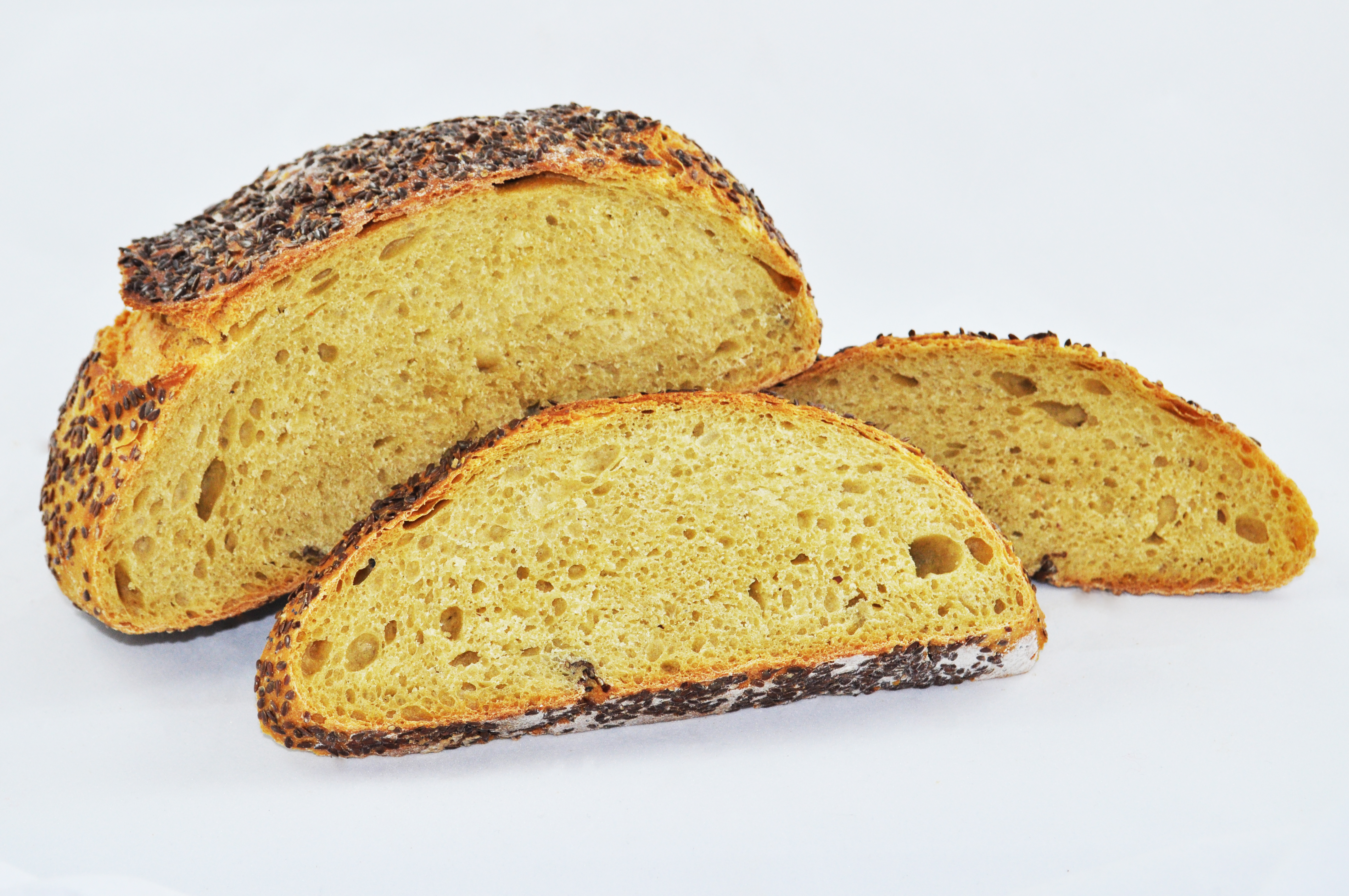
Brot aus Tritordeum-Mehl

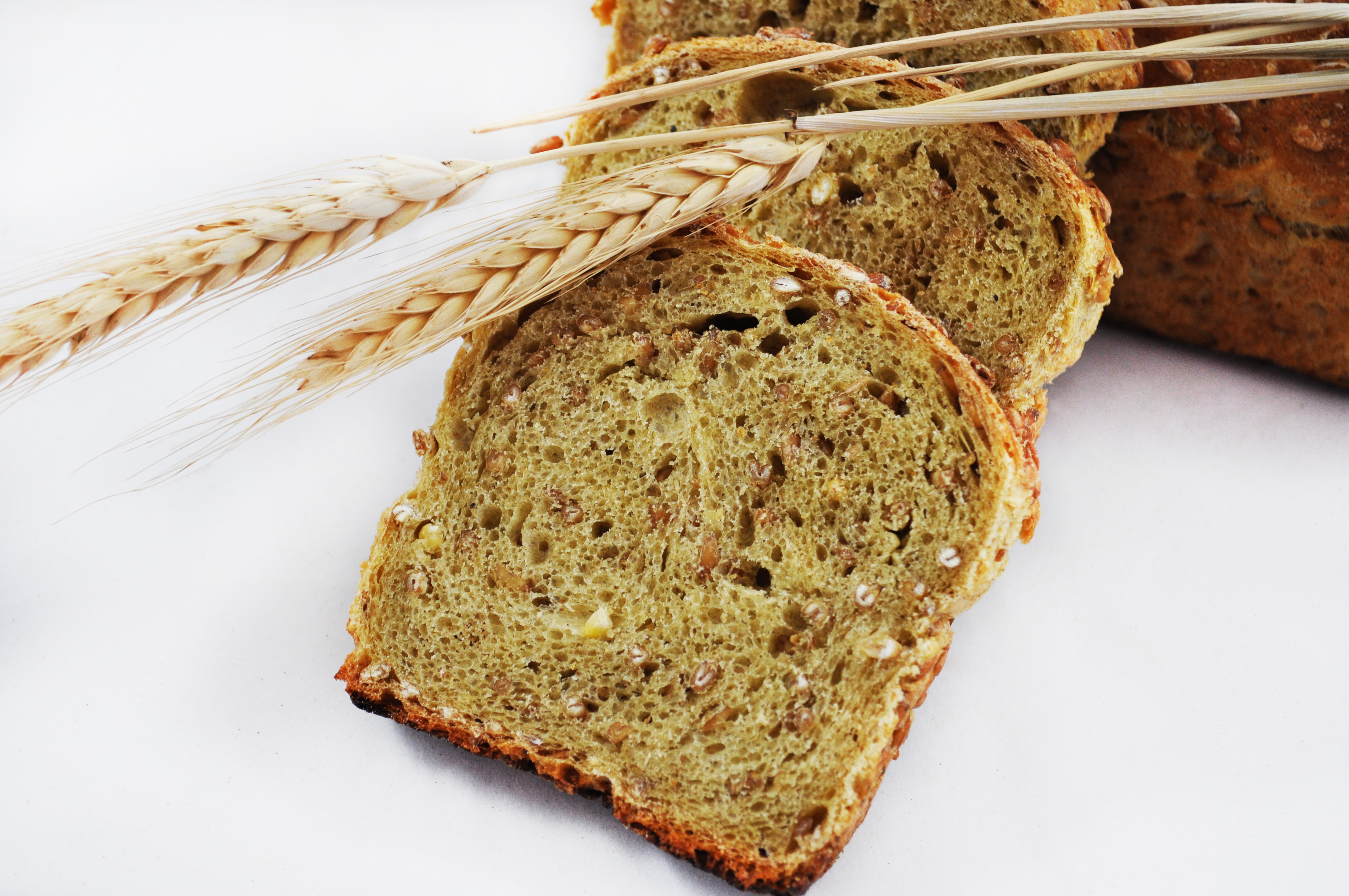
Tritordeum-Ähren und -Brot

Tritordeum ist eine kommerzielle markengeschützte Getreidesorte, die durch konventionelle Züchtung aus zwei unterschiedlichen Getreidearten gewonnen wurde. Hartweizen (Triticum durum) wurde mit der Wildgerste Hordeum chilense erfolgreich gekreuzt. Tritordeum ist also kein gentechnisch veränderter Organismus. Der Name ist ein Kofferwort aus den lateinischen Namen der Getreidearten Triticum durum und Hordeum chilense.
Tritordeum ist nicht zu verwechseln mit der Getreidesorte × Tritordeum, die 1902 von Paul Friedrich August Ascherson und Paul Graebner erstbeschrieben wurde.

## Geschichte
Frühere Versuche, Weizen mit Gerste zu kreuzen, blieben stets erfolglos. Erst die Verwendung von Wildgerste brachte 1977 eine stabile neue Hybride hervor. Die Forschungen dazu wurden in den 1970er Jahren von einer Gruppe spanischer Wissenschaftler in der Provinz Córdoba von der CSIC (Consejo Superior de Investigaciones Científicas) durchgeführt. Tritordeum wird durch „Agrasys“, ein Spin-off von CSIC, unter der registrierten Warenmarke „Tritordeum®“ vermarktet.

## Eigenschaft
Die Tritordeum-Ähren sind schlanker als Hartweizenähren. Ihre Körner sind, bedingt durch die Gerstengene, schmaler und länglicher als Weizenkörner.

## Zusammensetzung
Tritordeum enthält zwar weniger Gluten als Weizen, ist jedoch nicht für die Ernährung bei Zöliakie geeignet. Da der Prozentsatz an problematischen Proteinen niedriger ist als bei Weizen, ist Tritordeum eine gute Alternative für Menschen mit Glutenunverträglichkeit, da es eine gute Verdaubarkeit besitzt.
Tritordeum enthält zehnmal so viel Lutein wie Weichweizen (ein Antioxidans, das die Makula vor schädlichen Sonnenstrahlen schützt). Lutein ist auch für die goldgelbe Farbe des Korns und des Mehl verantwortlich.

## Produkte und deren Verwendung
- Vollkornmehl, Auszugsmehl: Brot, verschiedene Gebäcke
- Schrot: Bier
- Grieß: Teigwaren
- Frühstücksflocken: Müslis